# 白蓝白旗
白蓝白旗（俄语：Бело-сине-белый флаг），又称白-天藍-白旗（бело-лазо́рево-белый флаг），是2022年俄罗斯反战抗议活动和自由俄罗斯军团的象征。

## 历史
早在2000年代初，就有俄羅斯人（包括定居國外的俄羅斯族人）使用白藍白旗，表達反蘇和反專制的立場，象徵去掉了紅色的俄羅斯旗幟。
白蓝白旗于2022年2月28日在社交网络上首次被提及，并被俄罗斯反对派广泛接受。其在格鲁吉亚第比利斯、美国纽约以及德国 、塞浦路斯和俄罗斯叶卡捷琳堡在内的世界各大城市的反战抗议活动中被使用。
白蓝白旗遭到俄罗斯当局的反对。2022年3月6日，作为“拦截计划”的一部分，莫斯科居民安娜·杜布科娃因车上插着白蓝白旗而被警方拘留。 协议称，该旗帜是“……反战抗议的象征，在反对派势力中很常见。”据《行政犯罪法》第19.3条，安娜·杜布科娃被法院判处15天拘留。

2022年3月7日，在自由俄罗斯论坛的反战会议上，将白蓝白旗作为“俄罗斯反战-反独裁运动的超党派和超派系象征”的构想得到支持。自由俄罗斯论坛的联合创始人伊万·秋特林表示：
在普京向乌克兰宣布全面战争后，俄罗斯三色旗即永远成为了军事侵略、平民死亡和苦难的象征。今天，俄罗斯各地的反对派活动人士拒绝旗帜上的“鲜血”，并擎着白蓝白旗走上街头——这是反对俄罗斯军事侵略和声援英勇的乌克兰人民的象征。而且可能在不久的将来，这面旗帜就会成为自由而民主的新俄罗斯的国家象征。

## 简介

1991年至1993年间的俄罗斯国旗

据活动人士称，白蓝白旗象征为和平与思想自由而斗争。 俄罗斯国旗中被视为代表着鲜血和苏联历史或是战争崇拜与军事扩张的红色被代表着和平的白色所取代。其颜色的组合也同大诺夫哥罗德的旧旗帜相似，以作为对诺夫哥罗德共和国的纪念。
旗帜的设计亦同2020年－2021年白俄罗斯示威的“白红白旗”相似，该旗也是白俄罗斯的历史国旗。
白蓝白旗中间蓝色条纹的颜色与1991至1993年间鲍里斯·叶利钦时代使用的俄罗斯国旗的淺藍色變體版本相近。

## 类似的旗帜

索斯诺沃-奥哲斯科耶（俄语：Сосново-Озёрское）旗帜（2012—2023）
图库曼省旗帜
普廖斯旗帜
大诺夫哥罗德旗帜（1994—2006）
别列兹尼基旗帜
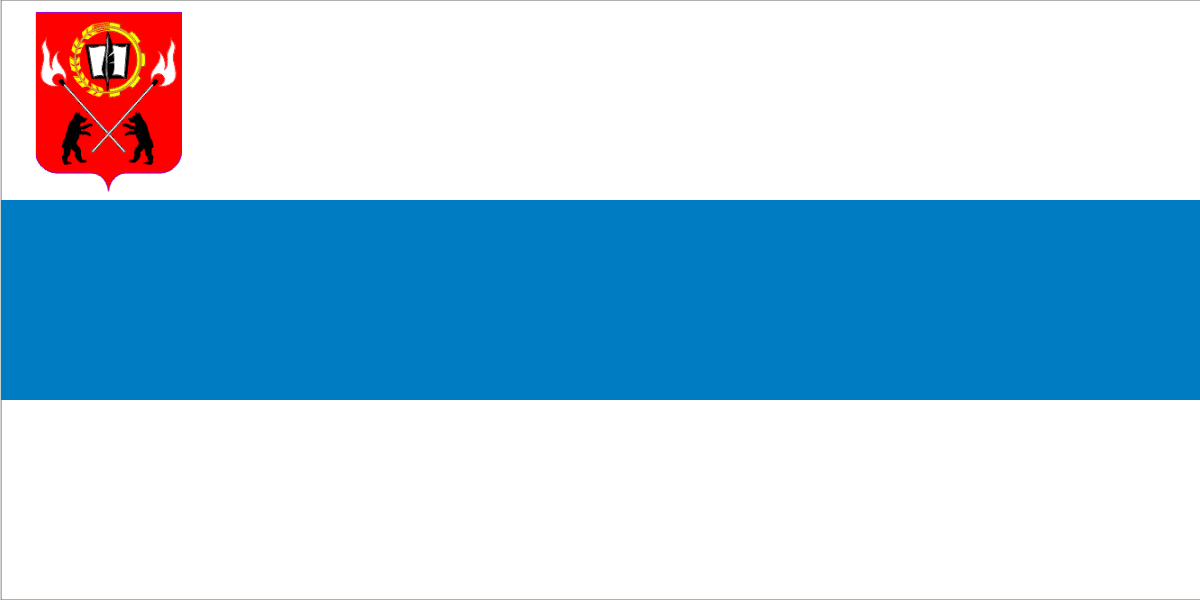
丘多沃区旗帜（1997—2008）
互联网微国家维什诺里亚国的旗帜
自由俄罗斯军团团旗
阿尔泰共和国国旗

## 图集

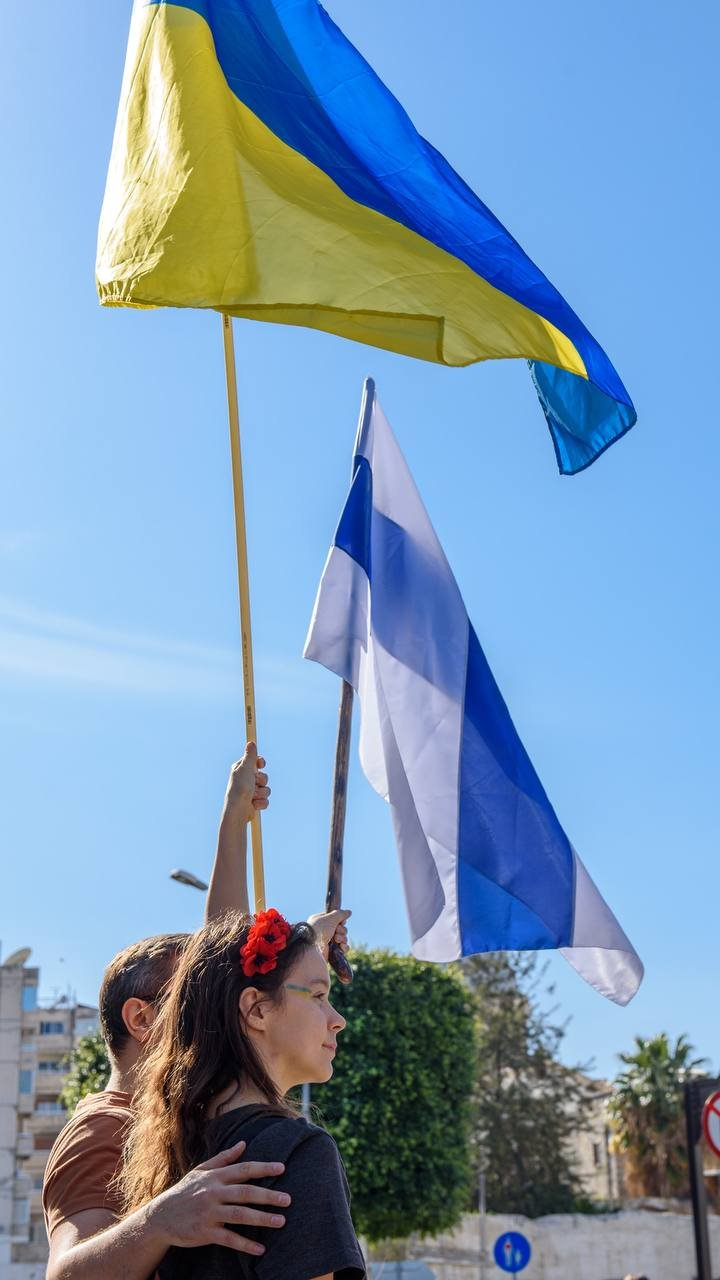
2022年3月5日利马索尔的抗议者
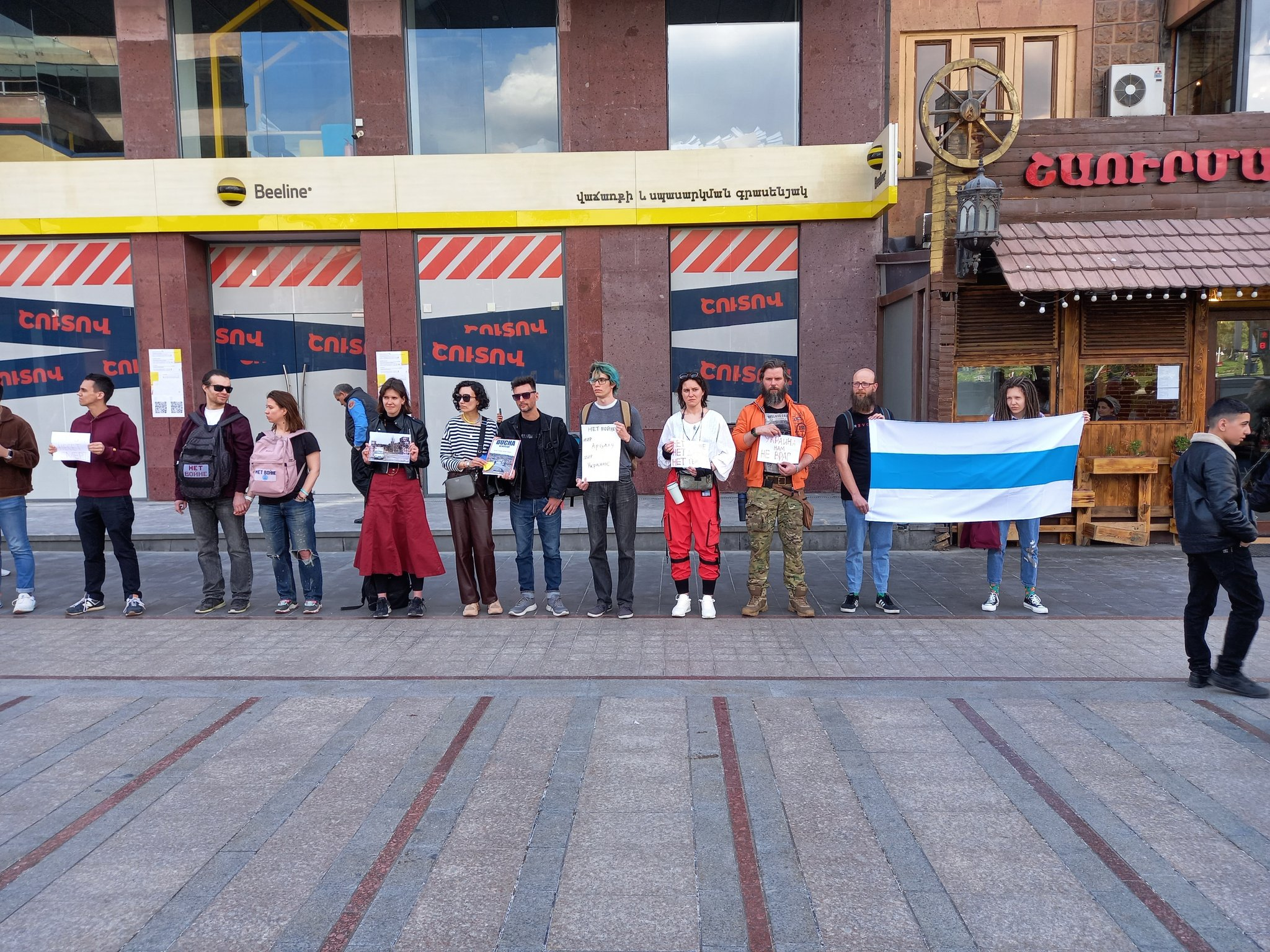
2022年4月17日葉里溫的俄罗斯人反战示威
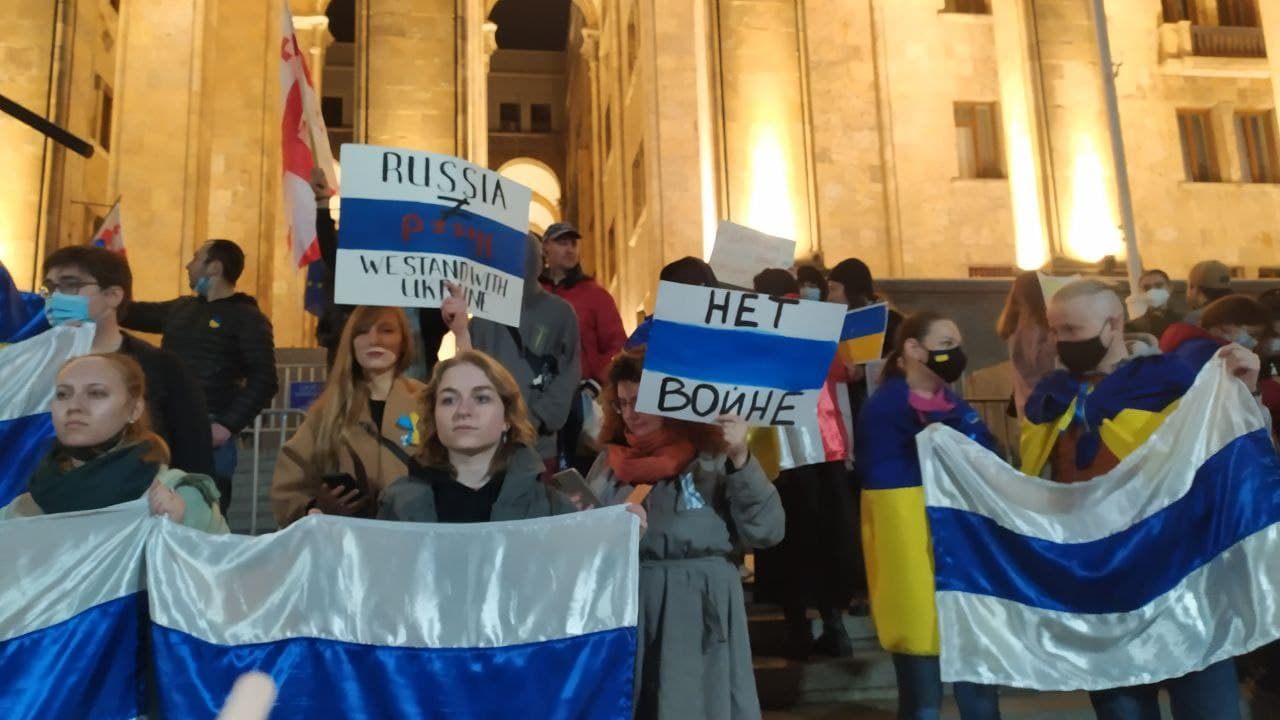
2022年3月2日格鲁吉亚第比利斯的白蓝白旗
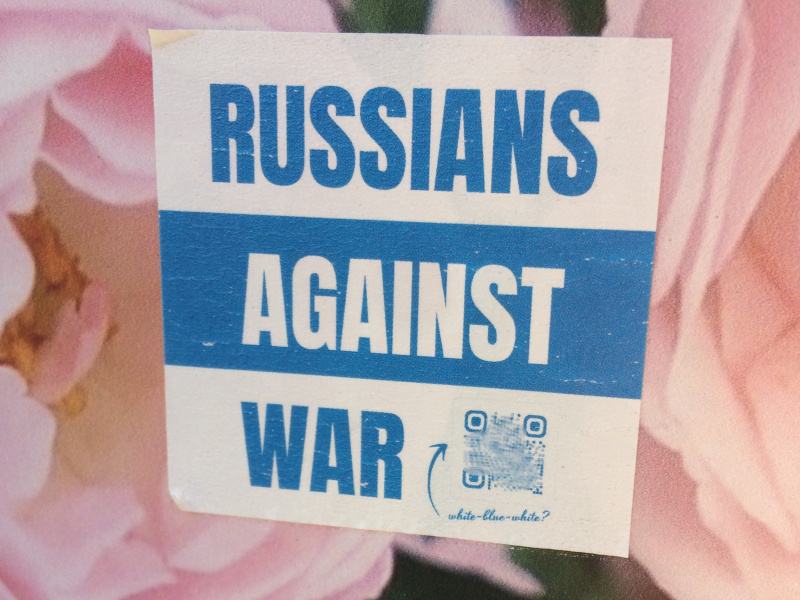
2022年8月德国的反战标语贴纸